# Junior M.A.F.I.A.
Junior M.A.F.I.A. (Masters At Finding Intelligent Attitudes) war eine US-amerikanische Rapgruppe aus dem Umfeld des erfolgreichen Rappers The Notorious B.I.G.

## Karriere
Die Gruppe gründete sich im Jahr 1994 als alle Mitglieder, bis auf The Notorious B.I.G., noch unter 20 Jahre alt waren. Mit Lil’ Kim war auch ein weiblicher Künstler unter den Rappern.
Nachdem The Notorious B.I.G. mit seinem Solo-Debütalbum Ready to Die im gleichen Jahr der kommerzielle Durchbruch gelang, veröffentlichte die Gruppe 1995 ihr erstes Album Conspiracy über das Label Big Beat Records. Dieses stieg auf Platz 8 in die US-amerikanischen Charts ein und erhielt für mehr als 500.000 verkaufte Exemplare eine Goldene Schallplatte. Die ausgekoppelten Singles Player’s Anthem und Get Money waren ebenfalls erfolgreich und wurden mit Gold bzw. Platin ausgezeichnet. Infolge der Veröffentlichung konnte auch Lil’ Kim eine Solokarriere starten.
1997 wurde The Notorious B.I.G., das wichtigste Mitglied der Gruppe, erschossen, woraufhin sich Junior M.A.F.I.A. auflösten.
Im Jahr 2005 taten sich die drei Gründungsmitglieder Lil’ Cease, MC Klepto und Banger zusammen und veröffentlichten als Junior M.A.F.I.A. das Album Riot Musik, das allerdings nicht an den früheren Erfolg anknüpfen konnte und die Charts nicht erreichte. Nach dem ebenso erfolglosen Album Die Anyway löste sich die Gruppe 2007 wieder auf.

## Diskografie

### Studioalben
| Jahr | Titel      | Höchstplatzierung, Gesamtwochen, AuszeichnungChartsChartplatzierungen (Jahr, Titel, Platzierungen, Wochen, Auszeichnungen, Anmerkungen) | Anmerkungen                           |
| Jahr | Titel      | US | Anmerkungen                           |
| ---- | ---------- | --- | ------------------------------------- |
| 1995 | Conspiracy | US8 Gold · (31 Wo.)US | Erstveröffentlichung: 29. August 1995 |
| 2005 | Riot Musik | — | Erstveröffentlichung: 19. April 2005  |

### Kompilationen
- 2004: The Best of Junior M.A.F.I.A.

### Singles
| Jahr | Titel Album                   | Höchstplatzierung, Gesamtwochen, AuszeichnungChartplatzierungen (Jahr, Titel, Album, Platzierungen, Wochen, Auszeichnungen, Anmerkungen) | Höchstplatzierung, Gesamtwochen, AuszeichnungChartplatzierungen (Jahr, Titel, Album, Platzierungen, Wochen, Auszeichnungen, Anmerkungen) | Anmerkungen                                        |
| Jahr | Titel Album                   | UK | US | Anmerkungen                                        |
| ---- | ----------------------------- | --- | --- | -------------------------------------------------- |
| 1995 | Player’s Anthem Conspiracy    | — | US13 Gold · (20 Wo.)US | Erstveröffentlichung: 30. Mai 1995                 |
| 1995 | I Need You Tonight Conspiracy | UK66 (2 Wo.)UK | — | Erstveröffentlichung: 9. August 1995 feat. Aaliyah |
| 1995 | Get Money Conspiracy          | UK63 (2 Wo.)UK | US17 Platin · (20 Wo.)US | Erstveröffentlichung: 3. September 1995            |